# Necrópole do Templo de Antonino e Faustina

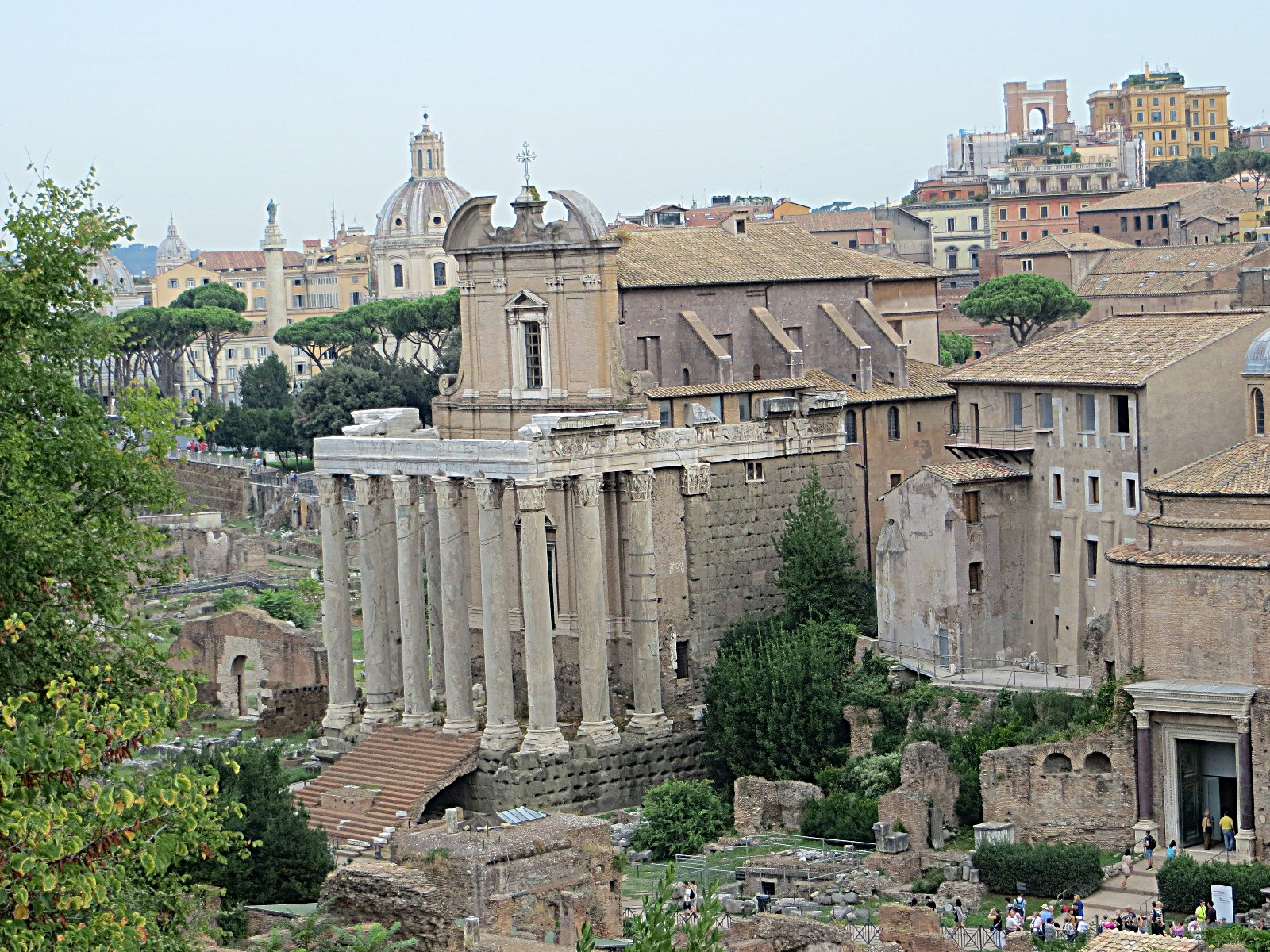
Nesta imagem de 2015, a região da Necrópole é claramente visível do lado direito do Templo de Antonino e Faustina e à esquerda do Templo de Rômulo, parcialmente visível à direita na imagem. Hoje o local está praticamente todo coberto por vegetação.

A Necrópole do Templo de Antonino e Faustina é uma das sepulturas pré-históricas localizadas no Fórum Romano, na região da encosta do monte Palatino e do monte Vélia, onde existia antigamente um assentamento primitivo no moderno rione Campitelli. O sepulcro está localizado à direita do Templo de Antonino e Faustina, uma das poucas regiões do Fórum que não abriga nenhum edifício. Foi descoberto em 1902 e hoje é visível em uma zona recoberta por canteiras gramados que reproduzem, a grosso modo, o traçado dos túmulos abaixo.

## História e descrição
As sepulturas mais antigas foram descobertas na área onde estavam os restos do Arco de Augusto e são do Período Lacial I, ou seja, do século X a.C.; é provável que ele tenha sido movido para uma posição mais para o leste, na direção do terreno que muito mais tarde seria ocupada pelo Templo de Antonino e Faustina.
A zona nas imediações do templo foi escavada nos primeiros anos do século XX por Giacomo Boni e compreende pouco mais de vinte sepulturas, compostas por túmulos em formato de poço (para cremação) e de fossos (para inumação). Os artefatos encontrados estão hoje no Antiquário Forense de Roma. Os túmulos dos adultos, geralmente cremações, pertencem todos ao Período Lacial IIA1 (c. 1020-980 a.C.). Os de crianças, por outro lado, são todos mais recentes, do século VII a.C. e quase todos inumações. Conclui-se que, com exceção dos túmulos infantis, a necrópole deixou de ser utilizada no século X a.C.. Acredita-se que o motivo tenha sido a criação da Necrópole do Esquilino, cuja primeira utilizada data justamente do Período Lacial IIA2.

### Túmulos
O túmulo Y é um dolium (ou seja, um grande vaso esférico de cerâmica) com os restos de um adulto do Período Lacial IIA1. Além do próprio dolium, foram recuperados outros nove objetos no local. Uma urna funerária no formato de uma cabana com as cinzas do morto, vários tipos de vasilhames e pratos cerâmicos e uma elaborada fíbula.
O túmulo P é sepultamento de uma criança. Sete peças foram descobertas no local, de natureza similar: varidos tipos de vasilhames e uma fíbula. Um destes foi identificado como sendo de origem sabina, o que confirma os contatos precoces entre as duas culturas que se fundiram nas lendas da fundação de Roma.